# Uma Nação de Pauline Hanson
O Uma Nação de Pauline Hanson (em inglês: Pauline Hanson's One Nation), também conhecido como Uma Nação (One Nation) ou Partido Uma Nação (One Nation Party), é um partido político nacional-populista australiano liderado por Pauline Hanson.
O Uma Nação foi fundado em 1997 por Hanson e seus conselheiros, David Ettridge e David Oldfield, depois que ela perdeu o endosso do Partido Liberal como candidata nas eleições federais de 1996. A perda do endosso veio antes das eleições, após Hanson defender o fim da assistência governamental aos aborígenes australianos. Oldfield, um conselheiro do Conselho Manly no subúrbio de Sydney e funcionário do ministro Liberal Tony Abbott, foi o arquiteto organizativo do partido. Hanson atuou como independente por um ano antes de formar o Uma Nação.
O Uma Nação teve sucesso eleitoral no final da década de 1990, antes de sofrer um declínio prolongado após 2001. No entanto, o partido teve um profundo impacto nos debates sobre multiculturalismo e imigração na Austrália. Após o retorno de Hanson como líder e as eleições federais 2016, o partido ganhou quatro assentos no Senado, incluindo um para a própria Hanson, em Queensland. Desde 2022, o partido tem dois assentos no Senado.
A plataforma do partido é nacional-conservadora, nega a existência das mudanças climáticas causadas por ação humana e denuncia o neoliberalismo e a globalização. As políticas e a plataforma do Uma Nação foram caracterizadas de extrema-direita, bem como racistas e xenofóbicas pelos críticos.